# Побачити Алькор
«Побачити Алькор»  — роман українського письменника Володимира Єшкілєва 2010 року; опублікований у видавництві «Фоліо» 2011 року.

## Опис книги
У новому романі Володимира Єшкілєва детективний сюжет поєднано з широкою панорамою життя таємних орденів сучасної України. Ложі «вільних мулярів» і наймані олігархами чаклуни, «машини проклять» і ритуали найвищих масонських градусів — усе це захоплюючі реалії того закритого для непосвячених світу, у якому визрівають невидимі зерна майбутніх глобальних зрушень. Історія про тих, кому випало побачити Алькор, починається з того, що на розташований у лісовому масиві під Києвом масонський Храм нападають невідомі зловмисники…
Коментар автора про книгу:
|  | «Побачити Алькор» належить до так званого циклу «Богині», першою книгою якого був роман «Богиня і консультант». Це роман про гностичні таємні товариства в Україні: жерців масонів, тамплієрів, містиків "Червоної гілки", ковен Тага північної Валломи, ті згромадження, які на сьогоднішній день невидимі, але вони теж мають свою владу, свою ієрархію, інтереси, борються між собою. Вони існують насправді, але їхня діяльність базується на закритості, і це зрозуміло, бо гностичний спосіб мислення тяжіє до того, щоб інформація про шляхи, які шукаються до Бога та вищих сил, не оприлюднювалася. |

## Рецензії
- Світлана Пиркало. Володимир Єшкілев. "Побачити Алькор" [Архівовано 29 лютого 2012 у Wayback Machine.] на сайті Української служби Бі-Бі-Сі. 18 листопада, 2011 p. — Процитовано 20 грудня 2012

## Видання
- 2011 рік — видавництво «Фоліо».